# البيئة والذكاء
تدرس أبحاث العلاقة بين البيئة والذكاء تأثير البيئة على الذكاء. هذا أحد أهم العوامل في فهم اختلافات المجموعات البشرية في نسبة الذكاء وغيرها من مقاييس القدرة الإدراكية. تشير التقديرات إلى أن الجينات تساهم بنحو 20-40%لا من التباين في الذكاء في مرحلة الطفولة، وحوالي 80 ٪ في سن الشيخوخة. وبالتالي تمثل البيئة وتفاعلها مع الجينات نسبة عالية من التباين في الذكاء في مجموعات تتضمن الأطفال الصغار، ونسبة صغيرة من التباين الملحوظ في مجموعات تتضمن البالغين الناضجين. سابقًا، كان هناك اهتمام كبير بمجال بحوث الذكاء لتحديد التأثيرات البيئية على تطور الأداء المعرفي، وخاصةً الذكاء السائل، كما هو محدد من خلال ترسيخه في سن السادسة عشرة. على الرغم من حقيقة أن الذكاء يترسخ في مرحلة البلوغ في وقتٍ مبكر، يُعتقد أن العوامل الوراثية تلعب دورًا أكبر في ذكائنا خلال منتصف العمر والشيخوخة، وبذلك تتبدد أهمية البيئة.

## النظرية العصبية
لا تكون موصلات الطفل الرضيع العصبية متمايزة تمامًا. ترتبط الخلايا العصبية بروابط مع الخلايا العصبية المجاورة، وتصبح أكثر تعقيدًا وأكثر خصوصية مع تقدم العمر، حتى عمر 16 عامًا، عندما تتوقف هذه العملية. هذا هو أيضًا الإطار الزمني لتطوير ما يُعرَف في دراسات القياسات النفسية باسم العامل العام للذكاء، أو يُرمز له العامل (جي)، ويقاس بواسطة اختبارات الذكاء. من المفترض أن يكون معدل ذكاء الشخص مستقرًا نسبيًا بعد بلوغه مرحلة النضوج. من المحتمل أن يكون نمو الموصلات العصبية ناتجًا إلى حد كبير عن التفاعل مع البيئة، حيث لا توجد حتى مادة وراثية كافية لترميز جميع الروابط العصبية الممكنة. حتى إذا كانت هناك مواد وراثية كافية لتشفير الروابط العصبية، من غير المرجح أن تنتج هذه الموصلات الدقيقة. في المقابل، تتسبب البيئة في معالجة ذات مغزى حيث تتكيف الخلايا العصبية مع المحفزات المقدمة.
تتناقص قدرة الدماغ على تكييف روابطه العصبية مع المحفزات البيئية بمرور الوقت، وبالتالي سيترتب على ذلك وجود فترة حرجة للتطور الفكري أيضًا. في حين أن الفترة الحرجة للقشرة البصرية تنتهي في مرحلة الطفولة المبكرة، فإن المناطق والقدرات القشرية الأخرى لها فترة حرجة تستمر حتى النضوج (سن 16)، وهي نفس الإطار الزمني لتطوير الذكاء السائل. من أجل تطوير شخص ما لقدرات فكرية معينة، يجب تزويده بالمحفزات البيئية المناسبة أثناء الطفولة، قبل انتهاء الفترة الحرجة لتكييف موصلاته العصبية. وجود فترة حرجة لتطور اللغة أمر مؤكد تمامًا. إحدى الحالات التي توضح هذه الفترة الحرجة هي حالة إي.إم، الشاب الذي وُلد أصمًا ولم يكن لديه أي تفاعل مع مجتمع الصم. في سن 15 زُوّدَ بأدوات سمعية ودُرّسَ اللغة الإسبانية. ومع ذلك، بعد 4 سنوات، ظل يواجه صعوبات شديدة في الفهم والإنتاج اللفظ.
يعتقد بعض الباحثين أن تأثير الفترة الحرجة هو نتيجة للطريقة التي يكتسب فيها الفرد القدرات الذهنية، أي أن التغييرات في الروابط العصبية تُمنع، أو يمكن أن تُمنع التغيرات المستقبلية المحتملة. ومع ذلك، تُلاحظ الفترة الحرجة في نفس العمر تقريبًا لدى جميع الأشخاص، بغض النظر عن مستوى القدرة الفكرية التي تتحقَّق.

## التأثيرات البيئية

### الاجتماعية والثقافية

#### العائلة
يرتبط الوصول إلى موارد المنزل، والحياة المنزلية المواتية للتعلّم، بالتأكيد بنتائج اختبارات الذكاء. ومع ذلك، من الصعب فصل العوامل الوراثية المحتملة عن حالة الوالد أو استخدام اللغة، على سبيل المثال.
وثبت أن وضع الطفل الترتيبي في أسرته يؤثر على الذكاء. أشارت دراسات إلى أنه كلما زاد ترتيب المواليد، انخفض معدل الذكاء لديهم مقارنةً بالمواليد الأوائل الذين لديهم ذكاء متفوق بشكل خاص. اقتُرحت العديد من التفسيرات لهذا، لكن الفكرة الأكثر قبولًا هي أن المواليد الأوائل يتلقون مزيدًا من الاهتمام والموارد من الآباء ومن المتوقع أن يركزوا على إنجاز المهمات، في حين أن المواليد الجدد يركزون أكثر على التواصل الاجتماعي.
يمكن أن يؤثر نوع وكمية الثناء الذي يتلقاه الفرد من العائلة أيضًا على كيفية تطور الذكاء. تشير الأبحاث التي أجرتها دويك وزملاؤها إلى أن ردود الفعل للأطفال على إنجازاتهم الأكاديمية، يمكن أن تغير درجات ذكائهم المستقبلية. إخبار الطفل بذكائه ومدحه بهذه القيمة «الجوهرية» يدل على أن الذكاء ثابت، ويعرف باسم نظرية الكيان. أُفيدَ بأن أداء الأطفال الذين لديهم نظرية القدرة أقل بكثير بعد الفشل، ربما لأنهم يعتقدون أن الفشل يشير إلى أنهم ليسوا أذكياء، وبالتالي لا يوجد أي مجال لمحاولة تحدي أنفسهم بعد الفشل. تكشف دويك عن وجود تباين بين هذه المعتقدات النظرية التدريجية، والفكرة القائمة على أن الذكاء يمكن تحسينه بالمجهود. من المرجح أن يطور الأطفال الذين يحملون هذه النظرية حبًا للتعلم بدلاً من الإنجاز. أما الآباء الذين يمتدحون جهود الطفل في مهمة ما بدلًا من النتيجة، فمن المرجح أن يغرسوا هذه النظرية التدريجية للذكاء لدى أطفالهم، وبالتالي تحسين ذكاءهم.

#### التعليم
نسب الذكاء والتحصيل التعليمي مترابطان بشدة (تتراوح التقديرات بين 40 إلى 60%)، لكن هناك جدلًا حول ما إذا كان التعليم يؤثر على الذكاء أم لا -فقد يكون متغيرًا مستقلًا ومتغيرًا تابعًا فيما يتعلق بالذكاء. توضح دراسة أجرتها سيسي، الطرق العديدة التي يمكن أن يؤثر بها التعليم على الذكاء. وُجد تناقض في نسب الذكاء خلال فترات الاستراحة الصيفية من الدراسة، أما الأطفال الذين تأخروا في الالتحاق بالمدارس، فإن نسبة الذكاء لديهم منخفضة، وكان لدى الذين تسربوا من التعليم في وقتٍ سابق نسبة ذكاء أقل من أطفال بنفس العمر، لكن في سن أقل من ذلك في المدرسة، كانت أيضًا درجات الذكاء أقل. وبالتالي من الصعب كشف العلاقة المترابطة بين الذكاء والتعليم حيث يبدو أن كليهما يؤثران على بعضهما البعض.
يميل أولئك الذين يحققون نتائج أفضل في اختبارات الذكاء خلال فترة الطفولة إلى انخفاض معدل التسرب من الدراسة، وإكمال سنوات دراسية إضافية والنجاح في المدرسة. على سبيل المثال، كشفت واحدة من أكبر الدراسات على الإطلاق وجود علاقة بمعدل 0.81 بين الذكاء العام أو نتائج الشهادة العامة للتعليم الثانوي ومن ناحية أخرى، ثبت أن التعليم يحسن الأداء في اختبارات الذكاء ويزيد نسب الذكاء. يشير معدل الذكاء خلال الطفولة وتأثير سنوات التعليم كمتغير سببي إلى أن التعليم يؤدي إلى زيادة في مجموع درجات نسب الذكاء، على الرغم من أن الذكاء العام لا يتأثر.
وتشير تجربة طبيعية في النرويج غُيّر فيها سن ترك المدرسة، إلى أن معدل الذكاء ارتفع بحلول سنة إضافية في المدرسة. يمكن أن تغير المدرسة معرفة محددة، بدلاً من القدرة العامة أو السرعة البيولوجية. فيما يتعلق بما يهم المدرسة، يبدو أن الكمية البسيطة أو سنوات الدراسة في المدرسة هي ما يدعم العلاقة بين التعليم والأداء في اختبارات الذكاء.